# アメリカン・ソウル (U2の曲)
「アメリカン・ソウル」（American Soul）は、U2が2017年に発表した『ソングス・オブ・エクスペリエンス』に収録されている曲。

## 概要
ボノからアメリカに宛てた曲。
未発表曲の「Glastonbury」のサビであり、『Songs of Innocence』に収録されている「Volcano」のブリッジ「You were alone / And now you’re not alone / You were alone / You are Rock N Roll / You and I are Rock N Roll / You are Rock N Roll / You and I are Rock N Roll」がサビで再び使われている。
曲の冒頭には「Blessed are the bullies / For one day they will have to stand up to themselves / Blessed are the liars / For the truth can be awkward」というアルバムの前曲「Get Out of Your Own Way」から続くケンドリック・ラマーの朗読が挿入されている。またこの曲のAメロは2017年4月にリリースされたケンドリック・ラマーの『Dawn』に収録されている「XXX」でも使われている。

## PV

### Lyrics Video
- 監督：Broken Fingaz
- ロケ地：ハイファ（イスラエル）、ロンドン、ラージャスターン（インド）
- 撮影日：2017年11月13日
- リリース日：2017年11月20日

### New York
- 監督：Broken Fingaz
- ロケ地：ニューヨーク・シティ
- 撮影日：2018年1月25日
- リリース日：2018年2月22日

Broken Fingazはストップモーションビデオを使った作品で有名なイスラエルのアートグループ。2017年11月13日に仕事の依頼があり、20日に仕上げた。
PVの冒頭に出てくる新聞The Truthには色々遊び心がある。
- 新聞の日付は2017年11月15日水曜日で、同列にNot for sale、Red flag Day（アルバム収録曲）と書かれてある。
- ボノとエッジの子供たちの写真の下にFree Yourself to be Yourselfと書かれてあるが、これは「The Lights of Home」の歌詞の一節（実は『Songs of Innocence』収録の「Iris」にも同じ一節がある）。さらにその下に「The door is open go through, If I could I would come too, But the path is made by you, As you’re walking. Start singing and stop talking」という「Love Is Bigger Than Anything in its Way」の一節がある（ちなみにthe door is openという一節は『Songs of Innocence』収録の「Cedarwood Road」にもある）。
- さらにその下に「It’s the little things that you give away-The words you cannot say, Your big mout in the way」というアルバム収録曲のタイトル「The Little Things that Give You Away」の一節がある。
- 下の囲いの中にアルバム収録曲のタイトル「Love is All We Have Leftとある。
- 兵士の写真の下にある「This is No Time to Be Alive」という文字はデラックスエディションに付いていた新聞にもある。

2018年1月25日と26日、U2は自由の女神像を背にハドソン川に浮かべた荷舟の上でパフォーマンスを行い、「Get Out of Your Own Way」と「American Soul」を演奏して、その様子を撮影した。前者の映像は1月28日のアカデミー授賞式で使用されたが、後者は以下のように２通りに使用された。
１つ目はNCAA男子バスケットボールトーナメント、通称”マーチ・マッドネス”のためのPVで、時間にして約30秒ほどの映像である。このPVは2月26日にFacebookに、2月17日にTwitterに、2月21日にYoutubeに、2月22日にNCAAのホームページに投稿された。
そしてもう１つが「Live on SNL」ヴァージョン。ビデオ内で使用されているグラフィックは「American Soul」のリリックビデオ、「Get Out Of Your Own Way」のPVでも起用されたイスラエル人グラフィックデザイナー・Broken Fingazによるもので、2017年12月4日U2がサタデー・ナイト・ライブに出演した際に使用されたものと同じである。
PVで使用されている曲はアルバムヴァージョンと若干違って、「Get Out Of Your Own Way」の最後にあるケンドリック・ラマーのパートが曲の最初に使われ、またハドソン川のパフォーマンスのボーカルがミックスされている。
ちなみにボノが使用しているメガフォンには真ん中あたりにマクフィストのイラストが描かれ、エッジが使用しているギターMusic Risingのロゴが入っている。